# Estamento

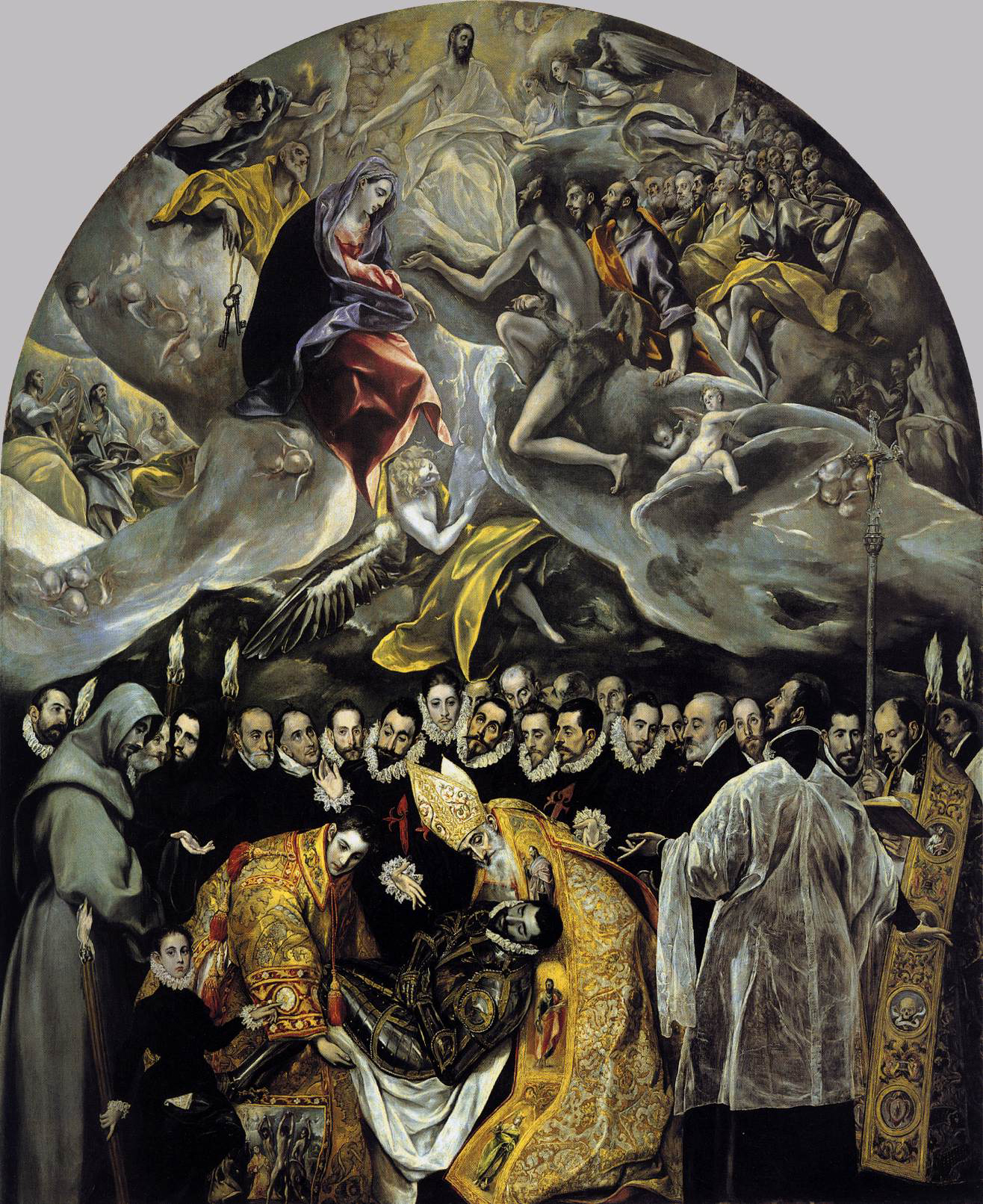
El entierro del Conde de Orgaz (1588), Domenico Teotocopuli El Greco. Los estamentos de la nobleza (bellatores) y el clero (oratores) ocuparían la parte superior, aunque también minoritaria, de la pirámide que deja traslucir la pintura. El tercer estado (laboratores), al que pertenecían los artistas materiales, cuenta con la representación de los dos únicos personajes que miran de frente al espectador (el pintor y su hijo) como miembros de la burguesía

Estamento es el estrato de una sociedad, definido por un común estilo de vida o análoga función social. Es la división social que responde a los criterios propios del feudalismo y el Antiguo Régimen.
Los estamentos (nobleza, clero y "tercer estado" o "común", llamados siervos de la gleba o plebe en su conformación clásica) tienden a ser agrupaciones cerradas, pues se entra en ellos normalmente por las circunstancias del nacimiento (la familia e incluso la primogenitura –determinada por el sexo y orden de nacimiento–). En general, no cabe movilidad social alguna, ni como ascenso ni como descenso desde el propio nivel, estancándose así a diferencia de las clases sociales, que se definen por intereses económicos que provocan ascenso y descenso social continuo.
Pese a ello, los estamentos no son absolutamente cerrados, a diferencia de las castas, y existe la posibilidad de promoción social por méritos extraordinarios (ennoblecimiento a cargo del rey por servicios militares o de otro tipo, incluso por compra a cambio de dinero –venalidad de oficios y dignidades–); por matrimonio (aunque las relaciones desiguales son mal vistas socialmente).
La sociedad estamental también puede recibir el nombre de estado (como en estado laico y estado eclesiástico –no confundir con el concepto político de Estado referido a lo estatal y no a lo estamental–), pues se identifica con una característica definitoria e intrínseca a la persona (como el estado civil). También puede denominarse orden, y a la sociedad que se divide según ese criterio se suele llamar sociedad estamental o sociedad de órdenes.

## Sociedad estamental: los tres estamentos
El orden eclesiástico no compone sino un solo cuerpo. En cambio, la sociedad está dividida en tres órdenes. Aparte del ya citado, la ley reconoce otras dos condiciones: el noble y el siervo no se rigen por la misma ley. Los nobles son los guerreros, los protectores de las iglesias. Defienden a todo el pueblo, a los grandes lo mismo que a los pequeños y al mismo tiempo se protegen ellos mismos. La otra clase es la de los siervos. Esta raza de desgraciados no posee nada sin sufrimiento. Provisiones y vestidos son suministradas a todos por ellos, pues los hombres libres no pueden valerse sin ellos. Así pues, la ciudad de Dios, que es tenida como una, en realidad es triple. Unos rezan, otros luchan y otros trabajan.
Adalberon: Carmen ad Rotbertum regem francorum (a. 998) P. L. CXLI

Los tres estamentos medievales: clero, nobleza y campesinos, oratores, bellatores e laboratores (British Library: manuscrito Sloane 2435, f.85).

El concepto de sociedad estamental se identifica con una organización social basada en la desigualdad de condiciones, sancionada por el sistema jurídico-político y legitimada tradicional y teológicamente (por la costumbre y por una fe religiosa), en la que los individuos permanecen adscriptos a diferentes categorías (los estamentos), ordenadas jerárquicamente dentro de su grupo humano, que prescriben la esfera de actividades a las que se pueden dedicar y sus limitaciones políticas, y que resultan, en principio, relativamente inflexibles a las variaciones e independientes de las acciones o logros (económicos, políticos, militares, intelectuales) de los individuos.
La sacralización de la sociedad estamental se fue desarrollando como un lento proceso durante la Antigüedad Tardía y la Alta Edad Media (como medio de mantener el orden dentro de la decadente e inestable sociedad tardorromana): primeramente, a partir de la crisis del siglo III, la zona occidental (diferenciándose cada vez más de la parte griega) se fue ruralizando económicamente, siendo las ciudades arrasadas, desapareciendo el comercio y la destrucción de fábricas debido a las constantes guerras civiles, exteriores, anarquía e invasiones; y mientras que los latifundistas prosperaban en sus lujosas villae, decaían las ciudades, al tiempo que ascendía el papel social y político del cristianismo primitivo, con el monacato y la institucionalización de la Iglesia (especialmente por el apoyo de emperadores como Constantino y Teodosio, siglo IV). A partir de las invasiones bárbaras del siglo V se añadieron nuevos elementos que definieron la nobleza de sangre como estrato social superior en los reinos germánicos (reinos anglosajones y nórdicos) y prefecturas bizantinas de Italia y España que sustituyeron la pars occidentalis; y especialmente en las formaciones sociales que se establecieron en Europa como consecuencia de las "segundas invasiones" de los siglos VIII y IX (árabes, vikingos, magiares) en el contexto político de la formación y disolución del Imperio carolingio. Ya en los siglos centrales de la Edad Media, con la plena conformación de las instituciones feudo-vasalláticas y las reformas eclesiásticas impulsadas por el papado (reforma gregoriana, orden cluniacense, concilio de Letrán), quedó definida una sociedad estamental en las monarquías feudales de la Europa Occidental y en el amplio espacio de la Europa Central (el Sacro Imperio Romano Germánico), extendiéndose hacia el norte y este de Europa (la expansión militar de las Cruzadas. Aunque estableció efímeros reinos "latinos", no conllevó una implantación profunda del modelo europeo de sociedad en el Próximo Oriente).
La disolución de la sociedad estamental (entendida como un estancamiento que obstaculizaba el desarrollo de la sociedad según una idea de "progreso" pretendidamente novedosa) fue una parte esencial del programa ilustrado de los intelectuales enciclopedistas de mediados del siglo XVIII y de los revolucionarios franceses de 1789, aunque el paso de la organización social prerrevolucionaria a la que se estableció tras el ascenso al poder de Napoleón en Francia simplemente dio lugar a la emergencia de un nuevo sistema de clases igualmente infranqueable para los individuos ajenos a las esferas de los nuevos gobernantes. A lo largo del siglo XIX se fue construyendo una sociedad industrial, de clases, con distinto ritmo, intensidad y grados de oposición (diversos tipos de mecanismos de defensa de la sociedad preindustrial, reaccionarismo, tradicionalismo, conservadurismo, etc.) en cada nación del mundo occidental.

### Justificación ideológica
El triestamentalismo fue el paradigma más difundido, aunque no el único, para pensar la sociedad durante la Edad Media.
Las funciones de los órdenes feudales estaban fijadas ideológicamente por el agustinismo político (Civitate Dei, del año 426), en la búsqueda de una sociedad que, aunque como terrena no podía dejar de ser corrupta e imperfecta, podía aspirar a ser al menos una sombra de la imagen de una "Ciudad de Dios" perfecta de raíces platónicas en que todos tuvieran un papel en su protección, su salvación y su mantenimiento.
La construcción agustinista confiaba a los oratores (traducible como "oradores": el clero) la defensa espiritual de la sociedad, a los bellatores (traducible como "guerreros") o bellatores Christi (los cruzados o "guerreros nobles") la defensa militar y a los laboratores (traducible como "trabajadores") su mantenimiento.
La formulación primera, y acabada, de este esquema trifuncional aparece en un comentario de la De consolatione philosophiae de Boecio, atribuido a Alfredo el Grande y datado en 892:

Debe de haber gebedmen ["hombres de oración"], fyrdmen ["hombres de guerra"] y weorcmen ["hombres de trabajo"], sin los cuales ningún rey puede mostrar su poder.

Posteriormente, Wulfstan, arzobispo de York, retomaría tal pensamiento:

Todo trono real que rija sabiamente se apoya en tres elementos: uno son los oratores; otro, los laboratores; el tercero, los bellatores. Los oratores son hombres de oración, que día y noche deben rezar a Dios y rogarle por todo el pueblo. Los laboratores son hombres de trabajo, que proporcionan todo lo necesario para que el pueblo pueda vivir. Los bellatores son hombres de guerra, que luchan con las armas para defender la tierra. Sobre estos tres pilares debe regirse con justicia cualquier trono real.
Wulfstan de York, Institutes of Polity (1008-1010).

Tales términos se mantienen en el campo de lo secular, por cuanto no se establece prelación entre los órdenes, cuya división trinitaria evoca esquemas de pensamiento teológico que será traspuesto a la jerarquización de la sociedad por Gerardo, obispo de Cambrai, y sobre todo Adalberón, obispo de Laon, en el siglo XI:

[...] desde sus orígenes el género humano está dividido en tres, los oradores, los labradores y los guerreros [...] cada uno es objeto por parte de los otros de una solicitud recíproca.
Geràrd de Cambrai, Gesta episcoporum cameracensium (1024).

Triple es la casa de Dios que creemos una: en este mundo unos oran, otros combaten y otros, además, trabajan; estos tres están juntos y no toleran estar desunidos, de manera tal que sobre la función de uno descansan las obras de los otros dos, todos a su turno ayudando a los otros dos
Adalberón de Laon, Carmen ad Robertum regem francorum (1027-1031).

En el plano ideológico, el triestamentalismo medieval suele, pero no siempre, presentarse como un esquema de solidaridad funcional, donde se pone de realce lo que cada estado aporta a los demás, lo que tiene por efecto difuminar la jerarquía y la desigualdad, tanto más cuanto que se señala lo penoso y las cargas de cada estado. No es infrecuente que los autores mencionen la autoridad divina, como legitimadora de la distinción estamental.
En el ámbito da la cristiandad hispana, Isidoro de Sevilla puede considerarse como un precursor del paradigma de los tres órdenes con su tripartición senatores, milites, plebs (Etimologías, voz "tribus", 627-630); retomada y adaptada en la Borgoña del siglo IX por el monje Haimón de Auxerre. El surgimiento del triestamentalismo en la época feudal clásica correspondería por tanto primero a Inglaterra, pero el foco francés parece independiente y se explica por la adaptación de Isidoro en la Borgoña.
Posteriormente, se halla una formulación de dicho esquema en los Fueros de Aragón (la llamada Compilación de Huesca redactada bajo Jaime I)

El formador del sieglo assí lo ordenó e mandó que todos los hombres fuessen departidos por ciertas e por departidas ördenes en el sieglo, ço es assaber que los clérigos veylassen continua-mentre en el servicio de Dios, e que los caualleros fuessen siempre defensores de los otros e de las tierras, e los otros omnes que usasen siempre lur menester, quiscuno el suyo
 Libro 3, n. 153.

También están citados en el Código de las Siete Partidas de Alfonso X el Sabio:

Defensores son uno de los tres estados por que Dios quiso que se mantuviese el mundo: ca bien así como los que ruegan á Dios por el pueblo son dichos oradores; et otrosí los que labran la tierra et facen en ella aquellas cosas por que los homes han de vivir et de mantenerse son dichos labradores; et otrosí los que han á defender á todos son dichos defensores: por ende los homes que tal obra han de facer tovieron por bien los antiguos que fuesen mucho escogidos, et esto fue porque en defender yacen tres cosas, esfuerzo, et honra et poderío. Onde pues, que en el título ante deste mostramos qual debe el pueblo seer á la tierra do mora, faciendo linage que la pueble et labrándola para haber los frutos della, et enseñorándose de las cosas que en ella fueren, et defendiéndola et cresciéndola de lo de los enemigos que es cosa que conviene á todos comunalmente; pero con todo eso á los que más pertenesce son los caballeros á quien los antiguos decian defensores, lo uno porque son más honrados, et lo al porque señaladamente son establescidos para defender la tierra et acrescentarla.
Partida 2, título XXI, introducción.

### Representación política
A partir de la Baja Edad Media, la representación política de los estamentos era función de una institución denominada Cortes (en los reinos cristianos de la península ibérica), Parlamento (en el reino de Inglaterra) o Estados Generales (en el reino de Francia). Estas instituciones, derivadas de la obligación de consilium (consejo) del vasallaje feudal, hacía partícipe de las decisiones políticas del rey a toda la sociedad, representada por "estamentos", "estados" o "brazos", en una imagen organicista en la que la "cabeza" dirige pero tiene en cuenta al "cuerpo político". El número de estos "brazos" podía ser distinto de tres (como ocurría en la Corona de Aragón, donde se subdividía la nobleza en alta -barones y ricoshombres- y baja -caballeros e hidalgos o infanzones-). Esto suponía una clara desproporción entre la representación política de nobleza y clero y su peso demográfico. Se han estimado cifras del 3 al 6% para cada uno de esos estamentos, quedando un resto cercano al 90% para el tercero, compuesto en su gran mayoría de campesinos, hecho necesario dada la escasa productividad del trabajo y rendimiento de las actividades agrícolas en época preindustrial (para que diez coman pan, nueve han de sembrar el trigo). Tampoco puede identificarse la representación del "tercer estado" o "común" con la de las democracias representativas de la Edad Contemporánea; se restringía a los gobiernos municipales de ciertas ciudades, que de hecho se vinculaban a una oligarquía o patriciado urbano muy lejana en poder y riqueza tanto de la plebe urbana como de los campesinos.
La diferencia entre los dos primeros estamentos (nobleza y clero) y el tercer estamento, tercer estado o estado llano (equivalente a común o pueblo llano) se daba tanto jurídica como socialmente. Hasta el siglo XVIII fueron incompatibles los llamados oficios mecánicos con la nobleza. El comercio, actividad sospechosa por la vinculación al pecado de usura, se relegaba al tercer estado o incluso a los judíos (que podían prestar a interés).
Dependiendo de los distintos regímenes jurídicos aplicados en cada territorio, para determinar la posición en función del orden estamental podía llegar a resultar determinante la posición entre los hermanos de una misma familia: mientras que el hermano varón mayor (según el mayorazgo) heredaría título y propiedades familiares, el hermano varón menor frecuentemente se unía al clero, en una posición adecuada al rango de su familia, que se traducía a menudo en donaciones a la Iglesia. Resultaba habitual también que, si el hermano mayor moría, el hermano clérigo pudiera abandonar los hábitos para cumplir sus obligaciones familiares (caso que se dio incluso entre reyes: Ramiro II el monje). Las hijas mayores estaba destinadas a casarse con el mayorazgo de una familia de rango similar, mientras que las hijas menores también podían unirse al clero, adecuadamente dotadas. Las herencias quedaban así relativamente aseguradas y las propiedades concentradas.
El Clero podía regirse por tribunales particulares y contar con la exención del pago de impuestos. Como herencia de la organización jurídica romana, durante la Edad Media recibieron beneficios como el diezmo de todos los productos de la tierra. También poseían grandes extensiones de tierras y, en calidad de propietarios, gozaban de rentas señoriales. Dentro de este grupo había diferencias sustanciales, por un lado estaba el alto clero (obispos, abades y canónigos) y por el otro, el clero llano, el más numeroso y extendido por todo el territorio (párrocos, etc.).
Los votos monásticos (pobreza, castidad y obediencia) y el celibato eclesiástico, extendido al clero secular en la Iglesia católica durante la Edad Media (no a la Iglesia ortodoxa), impiden que los clérigos compitan por las herencias con sus hermanos. La Reforma Protestante, al hacer desaparecer todas estas características del clero en su zona de implantación (el Norte de Europa), actuó como disolvente de la sociedad estamental y, con ella, del Antiguo Régimen.

## Interpretaciones
Resulta significativo el debate mantenido desde 1968 entre Boris Porschnev (historiador soviético y marxista) y Roland Mousnier (francés y católico, opuesto a la escuela de Annales). Para este último, la Francia de la Edad Moderna era una sociedad de órdenes, en la que el honor, el estatus y el prestigio social que dividía verticalmente a la sociedad según los rangos, se consideraban más importantes que la riqueza que la dividía horizontalmente según las clases. Las relaciones entre órdenes diferentes operarían a través de las relaciones de patronaje o clientelismo, de ascendencia romana. Para Mousnier las diferencias entre órdenes (como la existente entre la noblesse d'épée -"nobleza de espada"- y la noblesse de robe -"nobleza de toga"-) eran más decisivas socialmente que las que existían entre señores y campesinos.

## Estamento de próceres y estamento de procuradores
En el sistema parlamentario bicameral que se estableció en España desde 1834 Estamento de Próceres fue el nombre de la cámara alta o Senado. La cámara baja recibía la denominación Estamento de Procuradores o Congreso de los Diputados.

## Cuarto estado
«Cuarto estado» era una de las denominaciones con las que se identificaba el proletariado, en el siglo XIX y desde las posturas partidarias del movimiento obrero. Con la elección de ese nombre se hacía ver que, al igual que la burguesía (en nombre del tercer estado que se identificaba con la nación) hizo la Revolución francesa (burguesa o liberal); el proletariado (identificado con la humanidad), haría la Revolución socialista o proletaria.

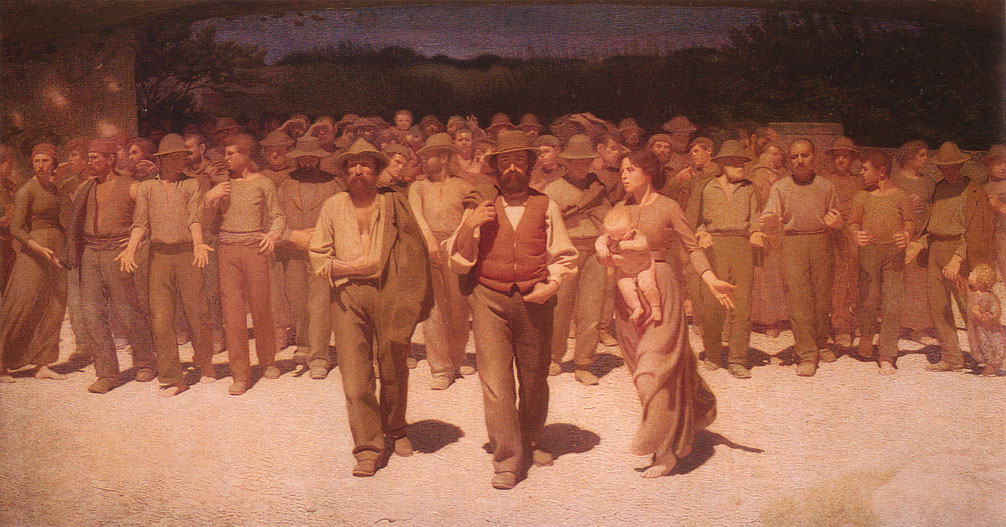
El famoso cuadro de Giuseppe Pellizza da Volpedo, titulado El cuarto estado, que se utilizó para abrir la película Novecento de Bernardo Bertolucci.